# Metal Fangs
Metal Fangs est un jeu vidéo de course sorti en 1992 sur Mega Drive. Le jeu a été développé par Victor Musical Industries et édité par Victor Interactive Software.

## Système de jeu
Metal Fangs est un jeu de course futuriste à un ou deux joueurs marqué par un thème cyberpunk, thème qui se retrouve dans le design des personnages (plus d'une dizaine parmi lesquels peut choisir le joueur) et de l'environnement. Le jeu offre la possibilité d'améliorer le véhicule du joueur et de son équipe, permettant également de manière novatrice d'améliorer l'intelligence artificielle des personnages non joueurs de son équipe, ce par des améliorations dans le corps même des personnages, ces derniers étant des cyborgs. Metal Fangs comporte enfin une part de combat, les joueurs ayant la possibilité d'utiliser des armes pendant la course.